# Das ewige Lied
Pour plus de détails, voir Fiche technique et Distribution.
Das ewige Lied (en français, La Chanson éternelle) est un téléfilm de Noël germano-autrichien réalisé par Franz Xaver Bogner, diffusé en 1997.
Il raconte la création de la chanson Douce nuit, sainte nuit.

## Synopsis
Joseph Mohr vient comme vicaire dans le village d'Oberndorf bei Salzburg divisé entre l'Autriche et la Bavière. Les paroissiens ont un accueil froid, seul le sacristain Alois Hauser lui souhaite la bienvenue.
Le village vit une tension. Les marins ont le monopole du sel, tandis que le plus grand employeur du village, Johann Burgschwaiger, est intéressé par la construction d'une ligne de chemin de fer ; De plus, il y a ce conflit à propos de la rémunération d'un batelier, qui a subi une blessure à la jambe au travail.
De même, il y a une première confrontation entre Mohr et Nöstler, le prêtre du village, qui soutient Burgschwaiger alors qu'il est impopulaire. Mohr se lie avec le sacristain et Xaver Gruber, l'instituteur du village et l'organiste du village. Nöstler est en fait heureux que des incroyants ne viennent pas dans son église. Mais il avoue aussi sa tristesse sur la situation du village.
Au moment où Burgschwaiger reprend l'argent à la famille du batelier blessé, celui-ci meurt. Mais comme l'enterrement doit se faire du côté bavarois, Mohr fait l'enterrement dans une prairie. Mohr et Nöstler sont à nouveau en conflit quand Mohr reçoit les orphelins alors qu'il y a un interdit ; les villageois sont du côté de Mohr et prennent confiance. Pendant ce temps, se développe une relation entre Maria et Markus, le fils de Hans Schlageter, le représentant des bateliers. Maria tombe enceinte
Depuis que Burgschwaiger ne fait plus travailler les bateliers, leurs enfants ont faim. Nöstler comprend l'appel des villageois grâce à Mohr qui distribue de la nourriture mis de côté au presbytère aux villageois. Alors que Mohr veut dénoncer les manœuvres de Nöstler, Nöstler croit que Mohr est le père de l'enfant de Maria et pense au chantage. Mais Burgschwaiger  et Nöstler se rendent compte que la situation économique de Salzbourg ne sera plus aussi conservatrice.
Alors que les réserves de nourriture sont bientôt épuisées, Mohr ouvre l'église la veille de Noël pour prendre les dépôts de Burgschwaiger. Une bagarre éclate entre les deux camps. Mary donne naissance à son enfant, le petit Hannes fait une fugue. Les familles des marins vont dans les montagnes. Les habitants des montagnes s'associent à la recherche. Mohr semble épuisé dans l'église. Quand lui et Gruber ramènent Hannes au village, Gruber entonne une chanson inspirée du yodel : Stille Nacht, heilige Nacht.

## Fiche technique
- Titre : Das ewige Lied
- Réalisation : Franz Xaver Bogner assisté de Klaus Tegtmeyer
- Scénario : Franz Xaver Bogner
- Musique : Hans-Jürgen Buchner
- Directeur artistique : Franz Bauer, Thomas Vögel
- Costumes : Erna Gudjonsdottir
- Photographie : Frank Brühne
- Son : Albrecht Harms
- Montage : Susanne Hartmann
- Production : Arno Ortmair
- Société de production : Film-Line Produktion
- Société de distribution : Media Cooperation One
- Pays d'origine :  Allemagne,  Autriche
- Langue : allemand
- Format : Couleur - Stereo
- Genre : Drame
- Durée : 120 minutes
- Date de diffusion :
  -  Allemagne : 22 décembre 1997.

## Distribution
- Tobias Moretti : Joseph Mohr
- Heio von Stetten : Franz Xaver Gruber
- Erwin Steinhauer : Le prêtre Nöstler
- Jörg Hube : Johann Burgschwaiger
- Andrea Eckert : Elisabeth Burgschwaiger
- Michael Mendl : Hans Schlagerer
- Johannes Thanheiser : Alois Hauser
- Karl Merkatz : L'aubergiste
- Norman Schenk : Markus Schlagerer
- Bernadette Heerwagen : Maria Mitterer
- Aaron Karl (de) : Hannes Mitterer
- Krista Posch : Agnes, l'herboriste
- Paul Faßnacht : Carl Kreutzer
- Christine Mayn : Hanna Huber
- Rainer Frieb : M. Mitterer
- Valerian Karl : Sebastian Huber

## Source de la traduction
- (de) Cet article est partiellement ou en totalité issu de l’article de Wikipédia en allemand intitulé « Das ewige Lied » (voir la liste des auteurs).